# Druhé Roháčské pleso
Druhé Roháčské pleso (slovensky Druhé Roháčske pleso) je horské ledovcové jezero na Slovensku. Patří do skupiny Roháčských ples, která se nacházejí v Roháčské dolině v Západních Tatrách. Má rozlohu 0,2140 ha. Je dlouhé 80 m a široké 34 m. Dosahuje maximální hloubky 1,3 m a objemu 1092 m³. Leží v nadmořské výšce 1648 m.

## Vodní režim
Přitéká do něj Roháčský potok z Třetího Roháčského plesa a odtéká do Velkého Roháčského plesa. Rozměry jezera v průběhu času zachycuje tabulka:
| Rok   | Měření prováděl | Rozloha ha | Délka m | Šířka m | Hloubka max.m | Objem m³ |
| ----- | --------------- | ---------- | ------- | ------- | ------------- | -------- |
| [ 2 ] | WET             | 0,2100     | 80      | 34      | 1,3           | [ 2 ]    |
| 2005  | Gregor, Pacl    | 0,2140     | [ 2 ]   | [ 2 ]   | 1,3           | 1092     |

## Flóra
V plese roste velmi vzácná vodní rostlina zevar úzkolistý. Břeh je částečně porostlý kosodřevinou.

## Přístup
Po severním břehu vede  naučná stezka, která je přístupná pěšky v období od 16. června do 31. října.
- po  zelené turistické značce od bývalé Ťatliakové chaty
- po  modré a  zelené turistické značce od parkoviště Adamcula